# Stolna srebrnina
Stolna srebrnina odnosno kod nas češće određena samo kao srebrnina sastoji se od jedaćeg pribora te posuda i ukrasnih elemenata namijenjenih svečanom uređenju stola.

## Sastavni dijelovi stolne srebrnine
Posude za posluživanje jela te jedaći pribor - tanjuri, zdjele ,pladnjevi, sosijere i kaserole, soljenke i posude za ocat i ulje, pokali i čaše za piće, jedaći pribor za meso, ribu, salatu i desert te kavu i čaj. Nekad se set srebrnine sastojao od pribora za 36 osoba dok se danas sastoji od kompleta za 12 osoba.

## Povijest
Stolna srebrnina te rjeđe zlatnina u uporabi je još od grčkih i rimskih vremena, što najbolje pokazuju brojni arheološki nalazi. Služila je tadašnjoj aristokraciji za pokazivanje društvenog položaja i moći. Kao ratni plijen srebrnina je slana u Rim već u drugom stoljeću prije Krista.
Ogledni primjerak starog stolnog srebra iz tog vremena je blago iz Boscorealea. Drugi značajni nalazi su i blago Mildenhalla te Berthouvillea. Od novijih primjera Seusovo blago, a vrijedan je i naš nalaz iz Vinkovaca.

## Čišćenje
Kako bi očuvali sjaj srebrnine osim suvremenih kupovnih sredstava koriste se i u domaćinstvu prokušane i dokazane metode čišćenja. Najčešće korištena metoda je vruća otopina sode bikarbone, u koju uronimo u alufoliju zamotane komade srebrnog jedaćeg pribora. Nakon nekog vremena predmete izvadimo te isperemo i osušimo.